# Mimoclystia mimetica
Mimoclystia mimetica es una especie de polilla de la familia Geometridae, descrita por primera vez por el entomólogo belga Hubert Robert Debauche en 1938, con distribución en África.